# Humua takeuchii
Humua takeuchii là một loài nhện trong họ Corinnidae. Chúng thuộc chi đơn loài Humua, được Hirotsugu Ono miêu tả năm 1987.